# Коста, Эвертон
Эвертон Коста (порт. Everton Santos; полное имя — Эвертон Сантос да Коста, порт. Everton Santos da Costa родился 6 января 1986, Понта-Гроса, Бразилия) — бразильский футболист, нападающий.

## Биография
Эвертон Коста — воспитанник клуба «Гало» из Маринги, но за этот клуб он не сыграл ни одного матча в основном составе. Побывав в аренде в двух бразильских и одном норвежском клубах, Эвертон перешёл в «СЭР Кашиас», за который сыграл 34 матча и забил 10 голов.
В 2010 году в составе «Интернасьонала» Эвертон Коста стал обладателем Кубка Либертадорес.
В 2011 году Коста перешёл в «Коритибу», которую покинул в 2014 году. В 2015 году завершил карьеру из-за проблем с сердцем.

## Титулы
- Чемпион штата Риу-Гранди-ду-Сул (1): 2007
- Чемпион штата Парана (2): 2012, 2013
- Обладатель Кубка Либертадорес (1): 2010